# Pusiola holoxantha
Pusiola holoxantha là một loài bướm đêm thuộc phân họ Arctiinae, họ Erebidae.